# بلدة خارك
بلدة خارك (بالفارسية: بخش خارک شهرستان بوشهر) هي منطقة سكنية تقع في إيران في بلدة خارك. يقدر عدد سكانها بـ 11,798 نسمة .